# Gregorio Barradas Miravete
Gregorio Barradas Miravete (Juan Rodríguez Clara, Veracruz; 8 de febrero de 1982 - Isla, Veracruz; 8 de noviembre de 2010) fue un político mexicano, miembro del Partido Acción Nacional. Fue diputado federal y presidente municipal electo de Juan Rodríguez Clara, Veracruz.

## Biografía
Gregorio Barradas era Licenciado en Administración de Empresas Agropecuarias, se desempeñó en actividades privadas del ramo agropecuario como criador de ganado, caballos y cultivador de piña y maíz; inició sus actividades políticas al afiliarse al PAN en 2004, en 2006 fue candidato del PAN y electo diputado federal por el XX Distrito Electoral Federal de Veracruz a la LX Legislatura para el periodo de 2006 a 2009, en la LX Legislatura se desempeñó como secretario de la Comisión de Juventud y Deporte y como integrante de la Comisión de Reforma Agraria y de la Comisión de Seguridad Pública; durante este periodo fue el legislador más joven perteneciente al PAN.
En 2009 fue candidato a presidente municipal de Juan Rodríguez Clara, ganando las elecciones para el periodo de 2009 a 2013, no llegó a asumir el cargo al ser asesinado el 8 de noviembre de 2010 en las inmediaciones de la ciudad de Isla, Veracruz.